# Grad Sümeg
Grad Sümeg je grad na hribu pri kraju Sümeg v okrožju Veszprém na Madžarskem.
Grad Sümeg, ki ga je sredi ali poznega 13. stoletja zgradil Béla IV. Ogrski, stoji na vrhu hriba, imenovanega 'Grajski grič', 20 km severno od Blatnega jezera. V času svojega obstoja je bil večkrat razširjen. V 15. stoletju so ga utrdili in zgradili drugega od dveh stolpov. Večkrat je bil oblegan, doživel je dva požara.
Danes je glavna turistična atrakcija za obiskovalce Sümega.

## Opis
Je nepravilne oblike in stoji v smeri sever-jug na vrhu hriba. Ima dva stolpa, dolg je 125 metrov in širok 80 metrov. Notranjost vsebuje tlakovano pot. To vodi do notranje vratarnice, ki se odpira na glavno dvorišče.

## Zgodovina
Ta grad je sredi ali poznega 13. stoletja prvotno zgradil Béla IV. Ogrski, kjer je živel med mongolsko invazijo med letoma 1241 in 1242. Kasneje ga je Štefan V. Ogrski podaril kot darilo rimskokatoliški nadškofiji Veszprém. Sprva je bil sestavlje le iz stolpa, cisterne in nekaterih drugih prostorov. V listinah je bil prvič omenjen leta 1301. Pod škofom Albertom Vetésijem so grad v 15. stoletju še razširili. 
Po padcu Veszpréma leta 1552 je Sümeg postal škofovska rezidenca in grad so ponovno razširili. Na severovzhodni strani je škof András Kövessy dal zgraditi topovsko branjo, ki se še danes imenuje po njem.
Leta 1552, ko so Turki zavzeli Veszprém, so grad obnovili in utrdili, da bi služil kot obmejna trdnjava. Grad je imel pomembno vlogo v času širitve Osmanskega cesarstva. Čeprav je bil večkrat oblegan, ga napadalci nikoli niso osvojili. Turški vojaki, ki so se vračali iz izgubljene bitke pri Szentgotthárdu, so osvojili mesto in ga skupaj z gradom požgali. Pod škofom Istvánom Sennyeiem je bil grad obnovljen.
Med Rákóczijevo osamosvojitveno vojno (1703–1711) so grad osvojili uporniki, vendar so ga leta 1709 znova zavzele cesarske čete. Leta 1726 so ga ponovno zažgali in razstrelili njegova vrata.

### Danes
V letih pred padcem železne zavese se je stanje gradu močno poslabšalo.
Leta 1989 je sedanji kapitan gradu pridobil uporabno dovoljenje in ga spremenil v turistično destinacijo. Obstajajo viteške igre in "srednjeveške večerje". Z obnovljenega grajskega obzidja imate zelo dober razgled na okoliško pokrajino. Grad je bil od takrat obnovljen in prenovljen.
Velja za najbolj ohranjeno madžarsko trdnjavo.